# Chaim Yellin
Pour les articles homonymes, voir Yellin.
Chaim Yellin (en hébreu : חיים ילין ; en lituanien : Chaimas Jelinas), né le 7 novembre 1912 et mort assassiné en mai 1944, est un poète de langue yiddish et un des chefs du mouvement de résistance dans le ghetto de Kovno (Kaunas) pendant l'occupation allemande de la Lituanie,,,,.

## Biographie

### Jeunesse et débuts littéraires
Chaim Yellin est né à Vilkija en Lituanie, à l'époque partie de l'Empire russe, dans une famille juive. Ses parents Eliezer Yellin et Esther Rivel, parlent l'hébreu, la langue des Juifs instruits à cette époque dans la ville.
Pendant la Première Guerre mondiale, les Juifs lituaniens sont expulsés en 1915, par ordre du chef d'État-major de l'armée impériale russe et sa famille se réfugie à Voronej en Russie. Là, ils sont témoins de la révolution d’Octobre et de la guerre civile russe. Son père décide alors de modifier son comportement et dès lors, de parler yiddish à la maison. En 1921, la famille retourne en Lituanie et s'installe à Kaunas (aussi nommé Kovno). À son retour, son père fonde en ville une bibliothèque générale juive qui fonctionne en collaboration avec la Kultur Lige (Ligue culturelle), une organisation juive socialiste séculaire.
Chaim Yellin grandit en lisant énormément, ce qui le fait surnommer le livre par ses amis. Pendant sa période scolaire, il doit s'adapter à différentes langues. À Voronej, il commence ses études en russe. À Kaunas, il suit les cours en yiddish, puis passe à l'hébreu au collège jusqu'en 1932. Ses études finales à la faculté d'économie de l'université de Kaunas se font entièrement en lituanien.
Yellin commence à publier des critiques théâtrales sur les représentations de troupes juives à Kaunas. Progressivement, il change de sujets et s'intéresse de plus en plus à décrire la vie des petites gens dans les villes et les villages, dénonçant les conditions de vie difficiles des travailleurs. C'est un des membres les plus actifs du groupe de jeunes écrivains de gauche, organisant régulièrement des soirées littéraires et culturelles dans le domaine de la littérature, du théâtre, de la musique ou de la poésie.

### LaSeconde Guerre mondiale
Le 24 juin 1941, une année après l'occupation de la Lituanie par l'Union soviétique, l'Allemagne nazie occupe Kaunas. Yellin et sa famille essaye de fuir en Union Soviétique, mais sont capturés par les Allemands. Ils vont errer pendant un certain temps sur les routes et dans les forêts avant de revenir à Kaunas et être enfermés dans le ghetto. Chaim Yellin se cache sous le pseudonyme de Kadishon et déguise son apparence de peur d'être capturé par les Allemands. En octobre 1941, les Allemands effectuent un grand nombre de massacres et de déportations, si bien que sur les 40 000 personnes qui constituaient initialement la communauté juive de Kaunas, il n'en reste à peine que la moitié.
Trois groupes de résistance sont actifs dans le ghetto à la fin 1941. Yellin est le commandant d'un de ces groupes, qui est principalement chargé de recueillir des informations sur les fronts, de venir en aide aux combattants du mouvement et de prendre en charge les enfants des combattants disparus.
En décembre 1941, les différents groupes fusionnent dans l'Organisation de lutte antifasciste. Bien que manquant d'expérience, Yellin est désigné commandant de cette organisation. Les buts de l'organisation ont été définis lors de sa création: Nous ne devons pas abandonner le ghetto. Notre objectif principal est la lutte ouverte contre les nazis. Les membres de l'organisation effectuent de nombreux actes de sabotage, principalement sur les sites où les Allemands emploient les Juifs au travail forcé.
En 1943, après de nombreux efforts pour établir des liens, les membres de l'Organisation de lutte antifasciste s'associe au mouvement clandestin lituanien Union pour la guerre contre le fascisme en Lituanie, et décident de coopérer étroitement. Deux tentatives pour établir une base de partisans dans les forêts entourant Kaunas échouent. En septembre 1943, Yellin se rend à Vilnius, à la suite d'une lettre qu'il a reçue, afin de rencontrer la parachutiste Gesia Glazer. Lors de l'entrevue, Yellin est invité à une des bases de partisans dans l'Est de la Lituanie, dans la forêt de Rudnicki, où il se rend avec Glazer. Yellin passe deux semaines à la base pour suivre une formation accélérée.

### Mort
Le 6 avril 1944, Yellin est en mission avec un Lituanien, qui était un agent allemand infiltré. Quand l'agent essaye d'arrêter Yellin, celui-ci le devance, sort son revolver et abat l'agent. Au bruit de la détonation, les soldats allemands et lituaniens accourent et se mettent à la poursuite de Yellin. Celui-ci arrive à s'échapper et à regagner une maison amie, mais il est repéré par deux officiers, qu'il abat avant de reprendre sa fuite. Encerclé par des soldats venus en renfort, Yellin se trouve bientôt à court de munitions. Il tente de se suicider avant d'être capturé, mais il est trouvé gisant par la Gestapo et arrêté. Chaim Yellin est exécuté quelques semaines plus tard, après avoir été torturé par les Allemands et avoir refusé de donner des informations,.

### Famille
Son frère, Meir Yellin (1910-2000) est un écrivain, ingénieur de profession. Pendant la Seconde Guerre mondiale, il est enfermé dans le ghetto de Kaunas, mais réussit à s'échapper et à se cacher jusqu'à ce que la ville soit libérée par les Soviétiques. Après la libération de Kaunas, il fonde un foyer pour les enfants juifs ayant survécu à la Shoah. Il publie des histoires et des articles sur la Shoah en lituanien, en russe ou en yiddish dans la presse juive lituanienne, puis plus tard dans la presse juive soviétique. Parmi ses œuvres en yiddish : Partisaner von Kunaser Gette (Partisans dans le ghetto de Kovno), publié à Moscou en 1948; en lituanien et en russe : Une nuit publié en 1966 ; et en lituanien : La forteresse de la mort publié aussi en 1966.
Avec sa femme Dweira Yellin-Kormanaite, Meir Yellin a une fille, Esther Yellin, née en 1940. Esther a suivi des cours de piano avec le légendaire professeur de piano Heinrich Neuhaus à Moscou. Par la suite, Esther Yellin travaillera comme pianiste et professeur de piano pour pianistes professionnels à Zurich en Suisse.